# Prix Lunning
Le Prix Lunning est une récompense décernée, chaque année de 1951 à 1970, à deux éminents designers nordiques. 

## Présentation
Le prix Lunning a été institué par Frederik Lunning, propriétaire de Georg Jensen Inc à New York. Les lauréats étaient sélectionnés par un groupe de pairs du Danemark, de Finlande, de Norvège et de Suède.
Le prix Lunning et ses lauréats ont joué un rôle déterminant pour la notoriété et la reconnaissance du design scandinave et du design finlandais dans le monde. 

## Lauréats
Les lauréats du prix Lunning sont:
| Année | Lauréats                                               | Pays                  |
| ----- | ------------------------------------------------------ | --------------------- |
| 1951  | - Hans J. Wegner - Tapio Wirkkala                      | - Danemark - Suède    |
| 1952  | - Carl-Axel Acking - Grete Prytz Kittelsen             | - Suède - Norvège     |
| 1953  | - Tias Eckhoff - Henning Koppel                        | - Norvège - Danemark  |
| 1954  | - Ingeborg Lundin - Jens Harald Quistgaard             | - Suède - Danemark    |
| 1955  | - Ingrid Dessau - Kaj Franck                           | - Suède - Finlande    |
| 1956  | - Jørgen et Nanna Ditzel - Timo Sarpaneva              | - Danemark - Finlande |
| 1957  | - Hermann Bongard - Erik Höglund                       | - Norvège - Suède     |
| 1958  | - Poul Kjærholm - Signe Persson-Melin                  | - Danemark - Suède    |
| 1959  | - Arne Jon Jutrem - Antti Nurmesniemi                  | - Norvège - Finlande  |
| 1960  | - Vivianna Torun Bülow-Hübe - Vibeke Klint             | - Suède - Danemark    |
| 1961  | - Bertel Gardberg - Erik Pløen                         | - Finlande - Norvège  |
| 1962  | - Hertha Hillfon - Kristian Solmer Vedel               | - Suède - Danemark    |
| 1963  | - Karin Björquist - Börje Rajalin                      | - Suède - Finlande    |
| 1964  | - Vuokko Eskolin-Nurmesniemi - Bent Gabrielsen         | - Finlande - Danemark |
| 1965  | - Eli-Marie Johnsen - Hans Krondahl                    | - Norvège - Suède     |
| 1966  | - Gunnar Cyrén - Yrjö Kukkapuro                        | - Suède - Finlande    |
| 1967  | - Erik Magnussen - Kirsti Skintveit                    | - Danemark - Norvège  |
| 1968  | - Björn Weckström - Ann et Göran Wärff                 | - Finlande - Suède    |
| 1969  | - Helga et Bent Exner - Bo Lindekrantz et Börge Lindau | - Danemark - Suède    |
| 1970  | - Kim Naver - Oiva Toikka                              | - Danemark - Finlande |